# Parc national de Repovesi
Le parc national de Repovesi (en finnois : Repoveden kansallispuisto) est un parc national du sud-est de la Finlande.
Le parc naturel est situé sur les territoires de Kouvola et de Mäntyharju.

## La création du Parc
Dans les années 1910, la société Kymiö prend possession des zones de Repovesi pour la sylviculture. 
En 2001, la société UPM-Kymmene offre à l'état un tiers des terres qui formeront le Parc naturel et présente son projet de mise en place sur ses propres terres de la zone forestière protégée de Aarnikotka.
Le parc national de Repovesi est créé le 1er janvier 2003, sa superficie est de 15 km2.
La zone forestière de Aarnikotka a une superficie de 14 km2.

## Attractions
La zone de Repovesi est populaire parmi les randonneurs depuis des décennies bien avant la mise en place effective du parc national, les grimpeurs apprécient la colline de Olhavanvuori.
Les randonneurs aiment le trajet en taxi lacustre de Kultareitti, la baie de Kuutinlahti, le pont suspendu de Lapinsalmi et les nombreuses tours d'observation.

## Faune
La faune commune du parc comprend le plongeon catmarin, le lynx boréal, l'élan, les strigiformes et les galliformes.

## Biographie
- (fi) Häyrinen, Tuomo et al., Repovesi: erämaa Etelä-Suomessa, Helsinki, Edita, 2003 (ISBN 951-37-3769-1)

## Galerie

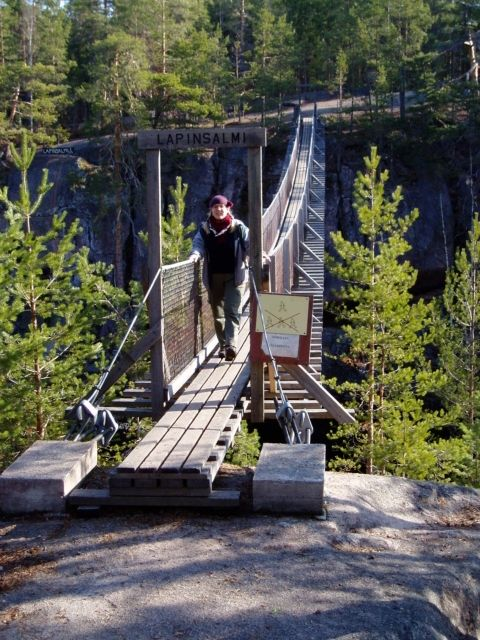
Pont suspendu de Lapinsalmei.
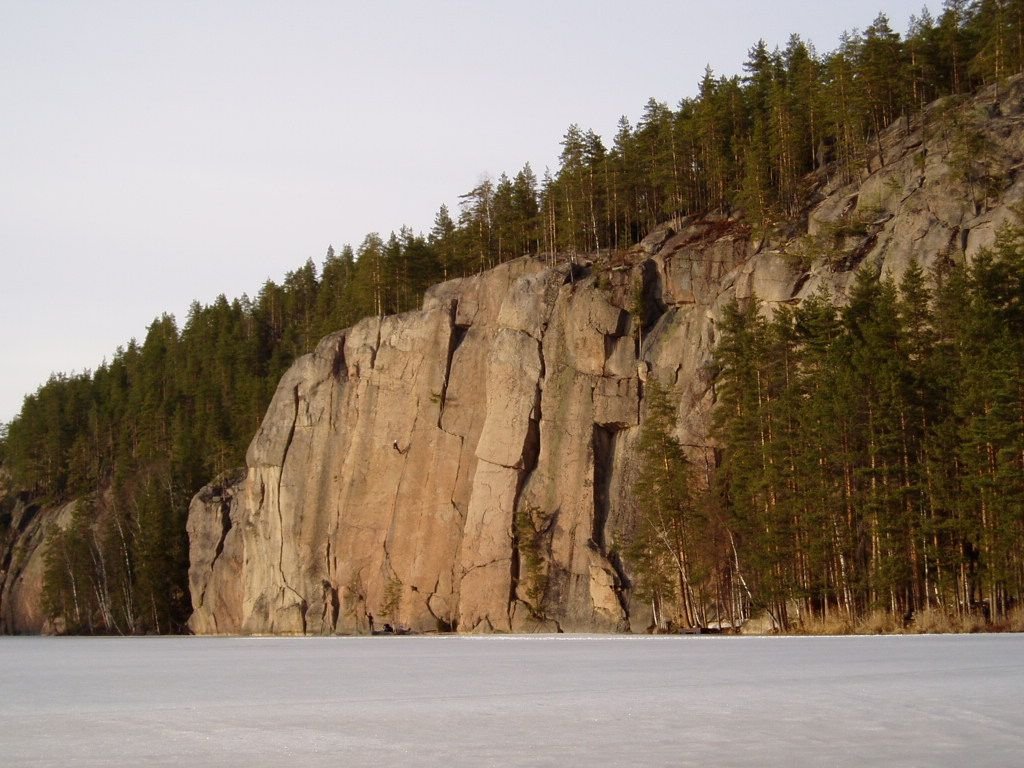
La falaise de Olhavanvuori est populaire auprès des grimpeurs..
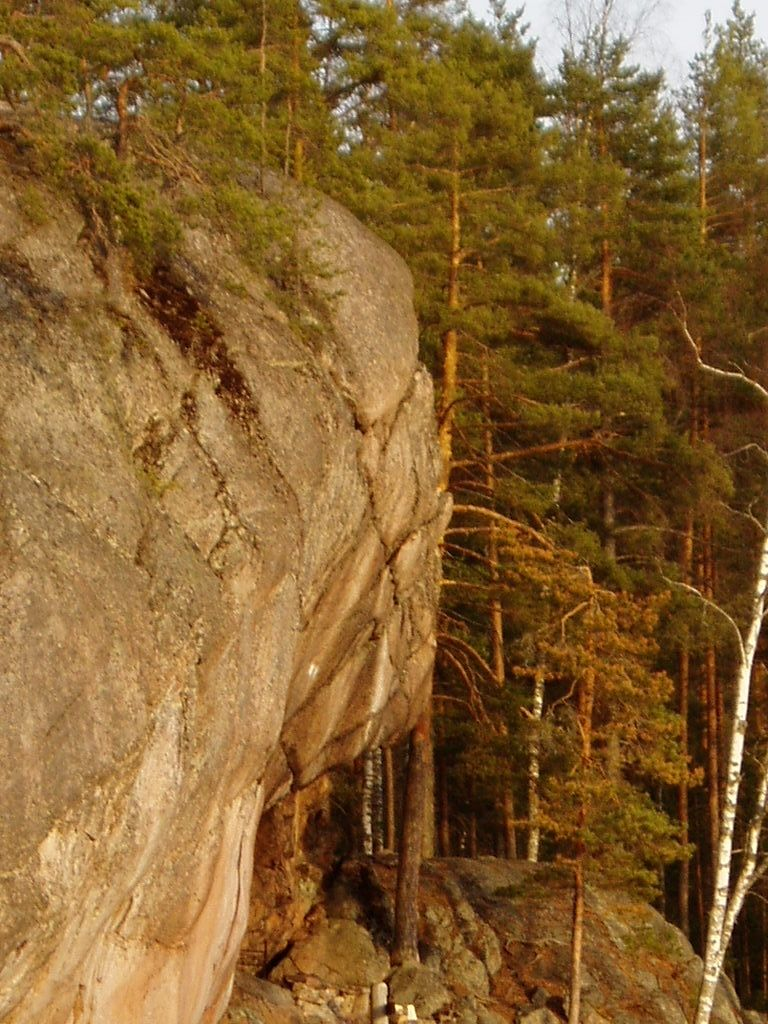
Peintures rupestres  représentant des visages humains.
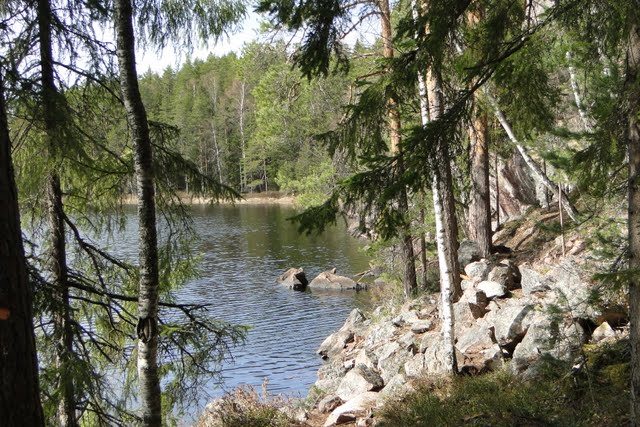